# Leidenska temperaturna ljestvica
Leidenska temperaturna ljestvica je temperaturna ljestvica koja se koristila za kalibriranje indirektnih mjerenja na niskim temperaturama početkom dvadesetog stoljeća, tako što je pružala konvencionalne vrijednosti (u kelvinima, tada nazvanim „stupnjevi Kelvina"). Koristila se za temperature ispod -183°C, početnu točku Međunarodne temperaturne ljestvice iz 1930ih godina.
Ljestvica najverojatnije potiče iz oko 1894. godine, kada je Heike Kamerlingh Onnes osnovao svoj kriogenički laboratorij u Leidenu, Nizozemska.
Postojali su navodi da je ova ljestvica zapravo kelvinova ljestvica namještena tako da su vrelišta vodika i kisika pri 0 i 70, ali ovo vjerojatno nije istina. Kisik pri standardnoj atmosferi ključa na temperaturi između 90.15 i 90.18 K. Za vodik, ta temperatura zavisi od molekularne varijacije. Točka vrelišta je 20.390 K za „običan“ vodik (sačinjen od 75% ortovodika i 25% paravodika) i 20.268 K za čist paravodik. Po navedenoj definiciji, apsolutna nula bi bila na -20.15 °L.